# Akapellah
Akapellah, de son vrai nom Pedro Elías Aquino Cova (né le 16 novembre 1991 à Maracay), est un rappeur vénézuélien.

## Biographie
Pedro Elías Aquino Cova commence à se faire un nom grâce à des vidéos de rap freestyle et de battle. En 2012, il revient au Knockout. Il bat d'abord Legna au premier tour, puis affronte Kechu au deuxième tour, qu'il bat également. Lors du combat suivant, en quarts de finale, il bat Mestiza. En demi-finale, il bat Summer, pour atteindre la finale, où il devait affronter Imigrante.
En 2014, Akapellah se qualifie pour le God Level au Chili. En demi-finale, il affronte Basek, qu'il bat facilement, et se rend en finale où il croise le jeune Stigma. Akapellah le bat à plate couture et est couronné champion du God Level, devenant ainsi le premier Vénézuélien à remporter un titre de niveau international.
Il revient à God Level 2016, où il réalise de très bonnes performances. Tout d'abord, en quart de finale, il bat Aczino, faisant en sorte que leur combat entre les deux soit considéré comme « historique ». Il bat ensuite Sony en demi-finale dans un combat dont l'issue est très controversée. Pour la même raison, Akapellah cède place à Sony pour la finale, ce qui est considéré comme un acte d'humilité par une grande partie de la culture des battles. La même année, il sort « Milki », une chanson satirique et contestataire à l'égard du régime de Nicolás Maduro, dans laquelle il explique que l'inflation consume le pays et que tout produit vaut désormais « milki » (mille cinq cents bolivares, un chiffre très élevé et exagéré, étant donné que le bolivar vénézuélien a subi plusieurs conversions monétaires depuis 2008).
En 2018, Akapellah sort son album studio intitulé Como Nunca, qui comprend neuf chansons et des collaborations sur cinq d'entre elles, les artistes impliqués sont Dezzy Hollow, Rxnde Akozta, WH, Big Soto, Trainer et Denyerkin, Como Mario, serait l'un des singles produits par Maffio.
Le 23 septembre 2020, il s'associe à Lil Supa pour la sortie de leur premier album collaboratif intitulé Funky Fresco. L'album comporte 10 singles et aucune collaboration.

## Distinctions
Akapellah sort six albums qui lui valent quatre nominations aux Latin Grammy Awards. Akapellah se classe douzième sur la liste des « 50 plus grands rappeurs de l'histoire du rap en espagnol » publiée par Rolling Stone.

## Discographie
- 2012 : Como antes
- 2014 : Como siempre
- 2017 : Como nunca
- 2020 : Funky Fresco (avec Lil Supa)
- 2020 : Goldo Funky
- 2022 : Respira
- 2023 : Xtassy
- 2023 : 16 Millas (avec Prok)
- 2024 : Pedro Elías
- 2025 : Pneuma